# Lancer du poids
Le lancer du poids est une discipline de l'athlétisme qui consiste à projeter un boulet le plus loin possible à partir d'un cercle comportant un butoir situé dans l'aire de lancer. Ce poids a une masse de 7,260 kilogrammes (16 livres anglaises) pour les hommes et de 4 kilogrammes pour les femmes.
La discipline est présente aux Jeux olympiques d’été et aux championnats du monde d'athlétisme depuis ses débuts. Les records du monde actuels sont détenus pour les hommes par Ryan Crouser avec une distance de 23,56 m (2023) et pour les femmes par Natalya Lisovskaya avec une distance de 22,63 m (1987).

## Caractéristiques

### Spécificités
Selon la nature de la zone de chute, le poids est fait, soit d’un métal massif ou d’une enveloppe métallique lestée, soit encore de plastique souple ou de caoutchouc avec un remplissage approprié. Les deux types de poids ne peuvent néanmoins être utilisés lors de la même compétition. Le poids est de forme extérieure sphérique.
En compétition, le projectile a une masse de 7,260 kilogrammes (16 livres anglaises) pour les hommes et de  4 kilogrammes pour les femmes. 
Les lycées américains emploient habituellement des projectiles de 12 livres (5,443 1 kilogrammes) pour les garçons et de 4 kilogrammes pour les filles. Ces projectiles sont aussi utilisés comme « projectiles de pratique » ; 
Pour l'épreuve d'athlétisme du baccalauréat français, on utilise des projectiles de 5 kg pour les garçons et de 3 kg pour les filles.
| Catégorie | Hommes   | Femmes |
| --------- | -------- | ------ |
| Senior    | 7,260 kg | 4 kg   |
| Junior    | 6 kg     | 4 kg   |
| Cadet     | 5 kg     | 3 kg   |

### Aire de lancer

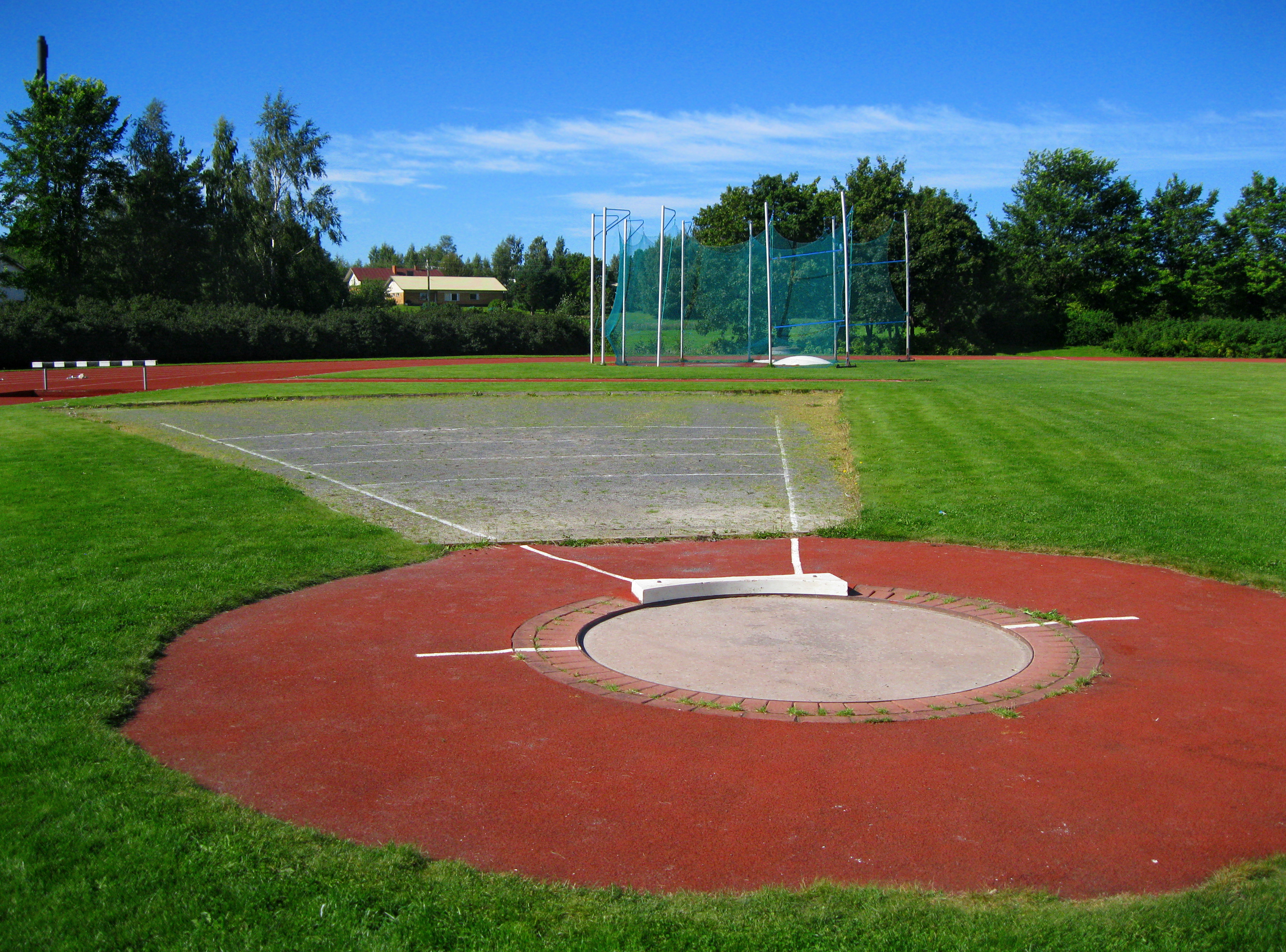
Aire de lancer

Les concurrents prennent place à l'intérieur d'un cercle de 2,133 6 mètres (7 pieds) de diamètre. Ils doivent reposer le projectile entre le cou et l'épaule, et pousser leur bras de lancement tout droit. La distance du lancer est mesurée de l'avant du cercle à l'endroit où le projectile est tombé.

### Lancer et distance
Les mesures de distance sont effectuées à l'aide d'un tachéomètre. Un juge se place à la tombée du poids, équipé d'un prisme qui sera visé à la lunette du tachéomètre par un autre juge placé sur la ligne d'envoi.
Le concurrent réalisant la plus grande distance est déclaré gagnant.

### Techniques
Il y a actuellement deux techniques pour le lancer du poids. La première consiste à faire une sorte de sursaut vers l'arrière avant de se retourner de manière explosive pour lancer (technique en translation), alors que l'autre, plus récente, implique de faire une rotation comme lors du lancer du disque (technique en rotation).

### Handisport

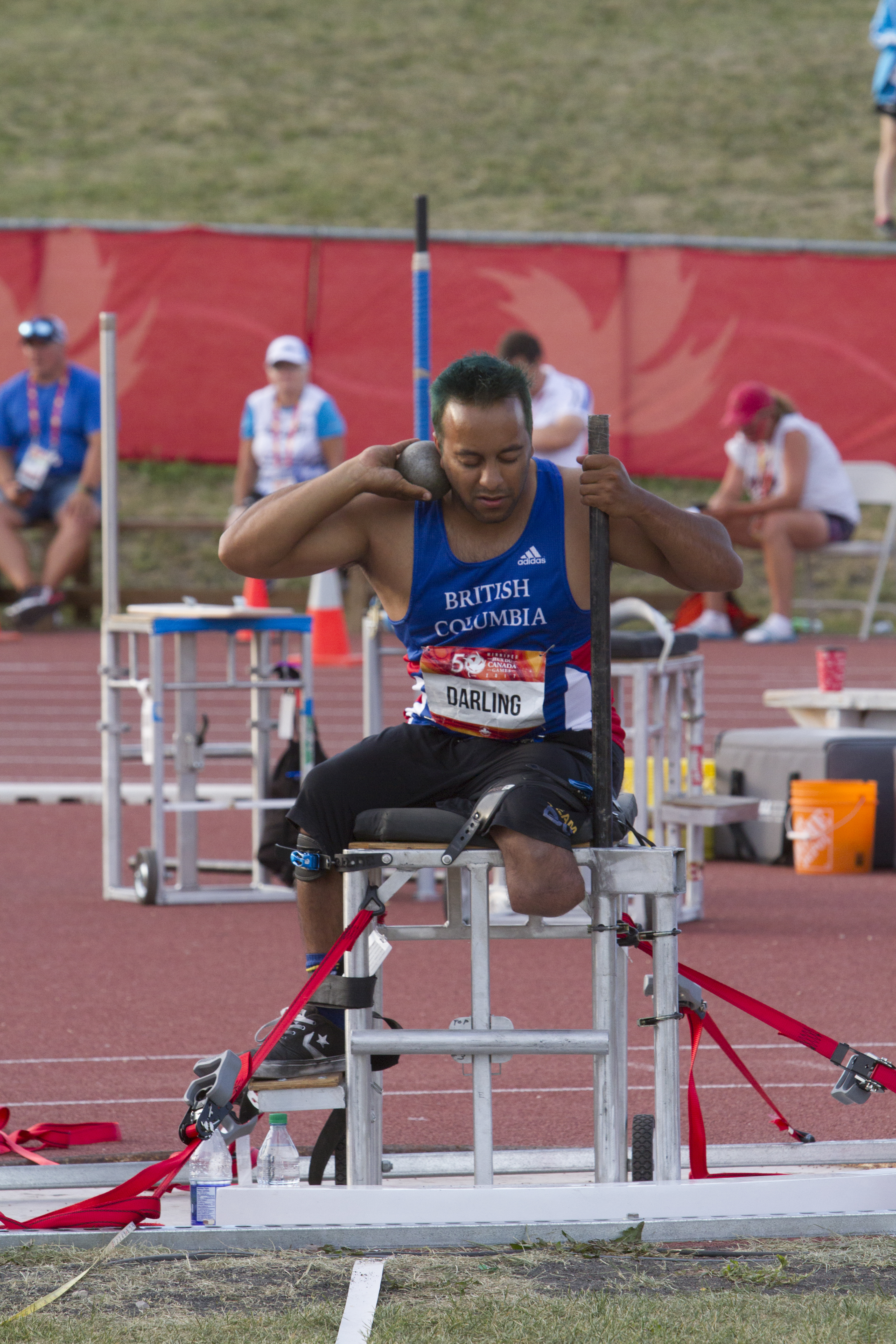
Ron Gilfillan, lanceur de poids handisport, aux Jeux du Canada d'été de 2017.

## Histoire

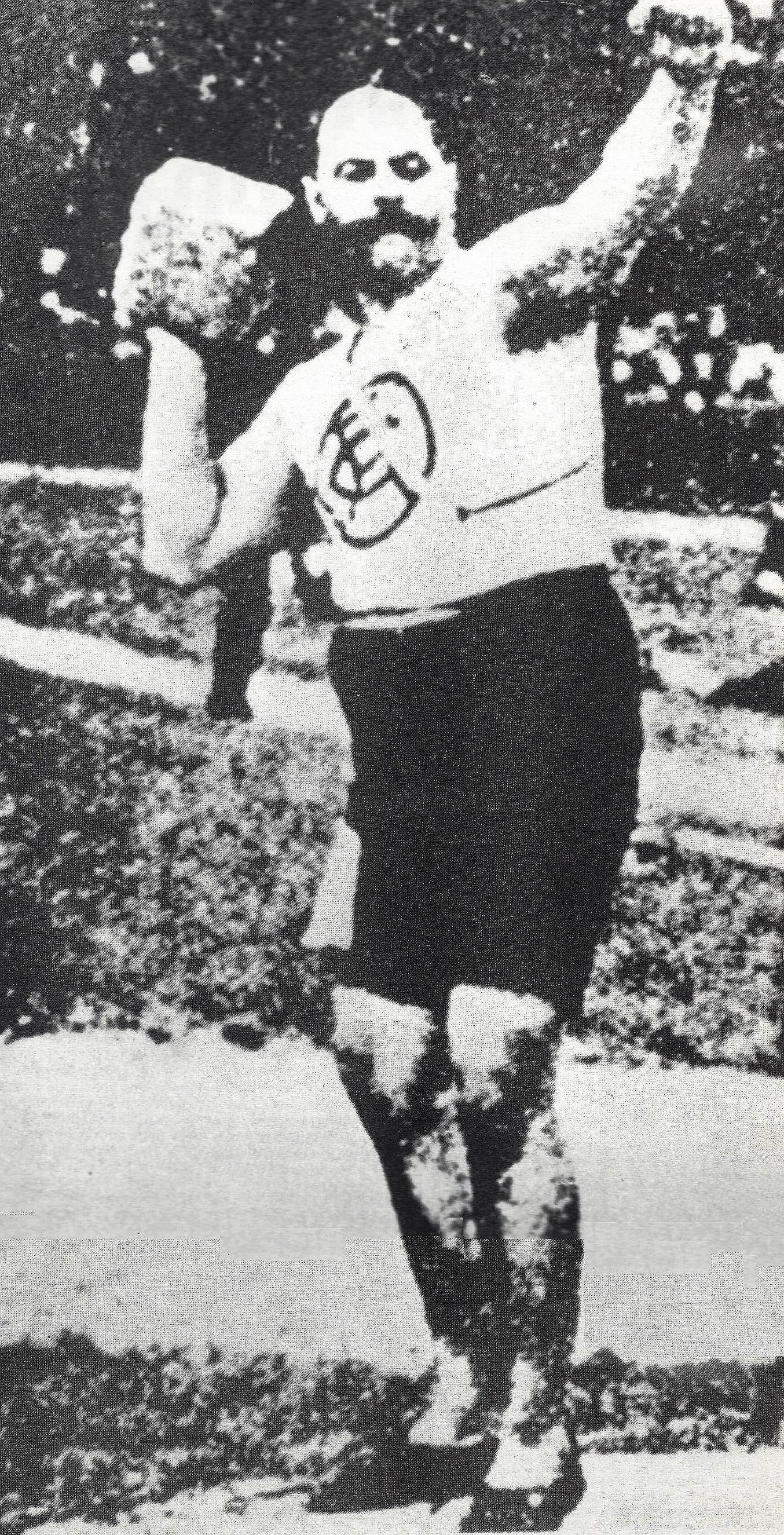
Compétiteur lanceur de pierre vers 1895.

### Origines
Avant d'être un simple jeu, le lancer était une activité de défense et de chasse. Il a ensuite évolué pour donner les activités de lancer de précision (jeux de balles) et les lancers de distance. Le lancer de pierre ou de masse était largement pratiqué durant l'Antiquité et cette pratique s'est poursuivie par la suite.
Au XVIIe siècle, le lancer de boulet est pratiqué par les soldats. Le choix du boulet comme masse va rapidement se généraliser en Europe. En 1860, le poids de la boule métallique est fixé à 16 livres (7,257 kg), en référence au boulet d'artillerie du même poids. En 1865, on n'autorise que les lancers d'une main, et par la suite, pour limiter les risques de blessures, naît la pratique moderne qui consiste à placer le poids entre la nuque et l'épaule. Le cercle de lancement est fixé aux États-Unis en 1895, et sera adopté aux Jeux olympiques d'été de 1904.

### Temps des «Elephant Baby»

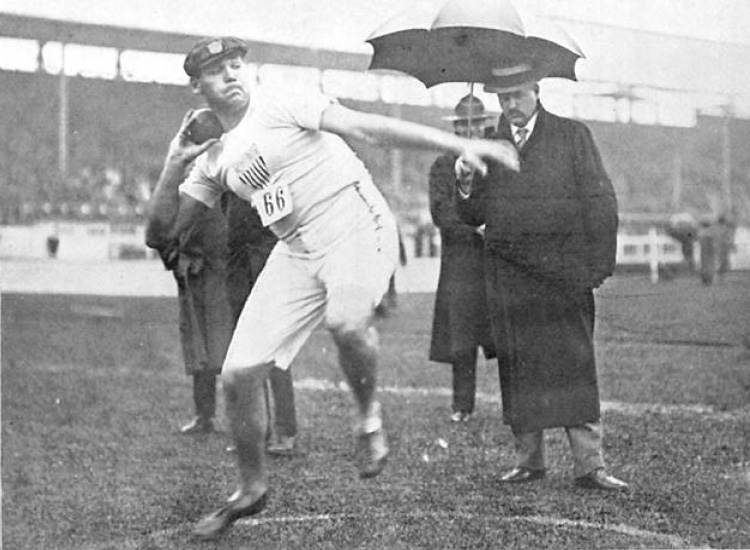
Ralph Rose.

Lors de ces Jeux, deux Américains, Wesley Coe et Ralph Rose, aux physiques très différents (Coe pèse 95 kg pour 1,78 m, Rose mesure 2 mètres pour 110 kg) se disputent le titre. Coe l’emporte avec un jet à 14,81 m (record du monde) et deviendra l’année suivante le premier à lancer le poids au-delà des 15 m. Mais, en 1907, Rose reprend le record avec un jet à 15,19 m. Ralph Rose, surnommé « Elephant Baby », remporte sans forcer son talent les Jeux de Londres. Mais en 1907, alors qu’il pèse 138 kg, Rose place le record du monde à 15,54 m. Ce record  ne sera pas battu avant 1928. Après la mort prématurée de Rose à 29 ans en 1913, le lancer du poids stagne.
En 1928, les Américains reprennent leur domination sur la discipline. Aux Jeux d’Amsterdam, John Kuck bat le record du monde avec un jet à 15,87 m et Herman Brix s’assure la deuxième place avec 15,75 m. Troisième l’allemand Emil Hirschfeld sera cependant, quelques semaines après les Jeux, le premier à franchir les 16 mètres. Le niveau mondial se resserre autour des 16 mètres, jusqu’à l’arrivée d’un nouvel « Elephant Baby » (1,93 m pour 138 kg) : Jack Torrance (1912-1969). Le 5 août  1934, il réussit un lancer à 17,40 m, mais ce lancer sera le seul, et Torrance ne confirme pas ce record par la suite : il ne se classe que 5e des Jeux de Berlin.

### Après guerre
L'après-guerre est dominé par l'Américain Parry O'Brien, inventeur d'une nouvelle technique de lancer : le dos tourné au butoir, il termine son jet par une rotation à 180°. De plus, il se soumet à une rude préparation physique aux poids et aux haltères. Moquée au début, cette technique lui permet de dominer largement la discipline et de s'approcher des 20 mètres. Son record est de 19,30 m en 1960. C'est finalement son compatriote Bill Nieder qui franchira les 20 mètres cette même année avant de battre O’Brien aux Jeux de Rome. Il sera rejoint par Dallas Long en 1962, record confirmé par l'or aux Jeux de Tokyo.

### Affaires de dopage
Le dopage apparaît sous forme de stéroïdes anabolisants à partir de 1964 et provoque une importante amélioration générale des résultats. Ce recours aux pratiques dopantes, qui n'est pas encore interdit en 1964, est généralisé tant aux États-Unis que dans les pays du bloc communiste et continuera bien après l'interdiction du dopage. Cela jette un important discrédit sur les lanceurs de cette époque. Les pays de l'Est (URSS puis RDA) finissent par stopper la domination américaine et dominent la discipline du milieu des années 1970 aux années 1980.
À ce titre, les performances de l'Italien Alessandro Andrei illustrent bien les effets (supposés mais jamais constatés) du dopage : lanceur moyen (15,32 m en 1976 à 17 ans, il progresse lentement jusqu'en 1981, puis, à partir de 1982, ses résultats sont en nette augmentation, avant d'exploser en 1984. En une année il gagne 1,15 m sur son record personnel et remporte à la surprise générale les Jeux olympiques d'été de 1984. Enfin, en 1987, il bat le record du monde à trois reprises lors de la même compétition pour atteindre 22,91 m, son record personnel. Ces progrès semblent impossibles avec une préparation physique et technique « normale ». Il en est de même pour l'Est-Allemand Ulf Timmermann et l'Américain Randy Barnes.
Depuis le renforcement des contrôles antidopage et la suspension de nombreux lanceurs dont Randy Barnes, rares sont ceux qui franchissent les 21 mètres.

#### Femmes

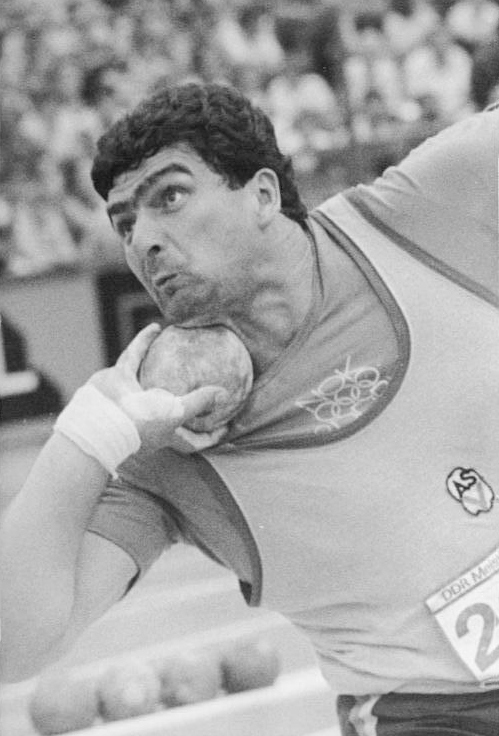
L'Allemand Udo Beyer figure six années en tête des bilans mondiaux du lancer du poids.

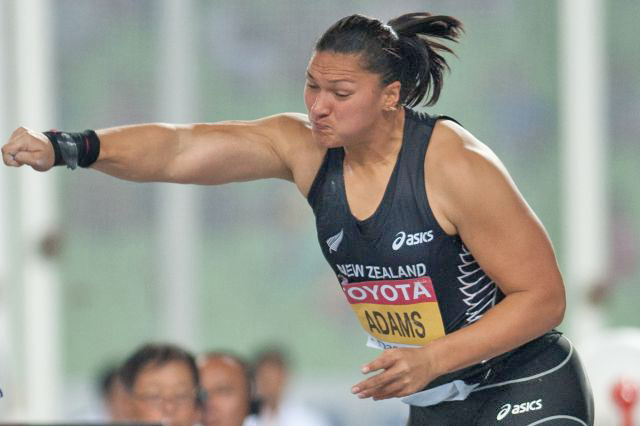
La Néo-Zélandaise Valerie Adams.

## Records

### Records du monde
| Région       | Genre | Performance | Athlète            | Date            | Lieu               |
| ------------ | ----- | ----------- | ------------------ | --------------- | ------------------ |
| En plein air | M     | 23,56 m     | Ryan Crouser       | 27 mai 2023     | Los Angeles        |
| En plein air | F     | 22,63 m     | Natalya Lisovskaya | 7 juin 1987     | Moscou             |
| En salle     | M     | 22,82 m     | Ryan Crouser       | 24 janvier 2021 | Fayetteville       |
| En salle     | F     | 22,50 m     | Helena Fibingerová | 19 février 1977 | Jablonec nad Nisou |

### Records continentaux
| Continent                                                 | Hommes (au 14 juillet 2024) | Hommes (au 14 juillet 2024) | Hommes (au 14 juillet 2024) | Hommes (au 14 juillet 2024) | Femmes (au 14 juillet 2024) | Femmes (au 14 juillet 2024) | Femmes (au 14 juillet 2024) | Femmes (au 14 juillet 2024) |
| Continent                                                 | Distance                    | Athlète                     | Nation                      | Date                        | Distance                    | Athlète                     | Nation                      | Date                        |
| --------------------------------------------------------- | --------------------------- | --------------------------- | --------------------------- | --------------------------- | --------------------------- | --------------------------- | --------------------------- | --------------------------- |
| Afrique (records)                                         | 21,97 m                     | Janus Robberts              | Afrique du Sud              | 2 juin 2001                 | 18,43 m                     | Vivian Chukwuemeka          | Nigeria                     | 19 avril 2003               |
| Asie (records)                                            | 21,80 m                     | Mohammed Tolo               | Arabie saoudite             | 21 juin 2024                | 21,76 m                     | Li Meisu                    | Chine                       | 23 avril 1988               |
| Europe (records)                                          | 23,06 m                     | Ulf Timmermann              | Allemagne de l'Est          | 22 mai 1988                 | 22,63 m                     | Natalya Lisovskaya          | Union soviétique            | 7 juin 1987                 |
| Amérique du Nord, Amérique centrale et Caraïbes (records) | 23,56 m                     | Ryan Crouser                | États-Unis                  | 27 mai 2023                 | 20,96 m                     | Belsy Laza                  | Cuba                        | 2 mai 1992                  |
| Océanie (records)                                         | 22,90 m                     | Tomas Walsh                 | Nouvelle-Zélande            | 5 octobre 2019              | 21,24 m                     | Valerie Adams               | Nouvelle-Zélande            | 29 août 2011                |
| Amérique du Sud (records)                                 | 22,61 m                     | Darlan Romani               | Brésil                      | 30 juin 2019                | 19,30 m                     | Elisângela Adriano          | Brésil                      | 14 juillet 2001             |

## Statistiques

### Dix meilleures performances de tous les temps
| Rang | Marque  | Athlète      | Lieu        | Date             |
| ---- | ------- | ------------ | ----------- | ---------------- |
| 1    | 23,56 m | Ryan Crouser | Los Angeles | 27 mai 2023      |
| 2    | 23,51 m | Ryan Crouser | Budapest    | 19 août 2023     |
| 3    | 23,37 m | Ryan Crouser | Eugene      | 18 juin 2021     |
| 4    | 23,30 m | Ryan Crouser | Tokyo       | 5 août 2021      |
| 5    | 23,23 m | Joe Kovacs   | Zurich      | 7 septembre 2022 |
| 6    | 23,15 m | Ryan Crouser | Eugene      | 21 août 2021     |
| 7    | 23,13 m | Joe Kovacs   | Eugene      | 25 mai 2024      |
| 8    | 23,12 m | Randy Barnes | Westwood    | 20 mai 1990      |
| 8    | 23,12 m | Ryan Crouser | Eugene      | 24 juin 2022     |
| 10   | 23,10 m | Randy Barnes | San José    | 26 mai 1990      |

| Rang | Marque  | Athlète            | Lieu     | Date            |
| ---- | ------- | ------------------ | -------- | --------------- |
| 1    | 22,63 m | Natalya Lisovskaya | Moscou   | 7 juin 1987     |
| 2    | 22,60 m | Natalya Lisovskaya | Moscou   | 7 juin 1987     |
| 3    | 22,55 m | Natalya Lisovskaya | Tallinn  | 5 juillet 1988  |
| 4    | 22,53 m | Natalya Lisovskaya | Sotchi   | 27 mai 1984     |
| 4    | 22,53 m | Natalya Lisovskaya | Kiev     | 14 août 1988    |
| 6    | 22,50 m | Helena Fibingerová | Jablonec | 19 février 1977 |
| 7    | 22,45 m | Ilona Slupianek    | Potsdam  | 11 mai 1980     |
| 8    | 22,41 m | Ilona Slupianek    | Moscou   | 24 juillet 1980 |
| 9    | 22,40 m | Ilona Slupianek    | Berlin   | 3 juin 1983     |
| 10   | 22,38 m | Ilona Slupianek    | Chemnitz | 25 mai 1980     |

### Meilleurs performeurs de tous les temps
| Rang | Marque  | Athlète           | Lieu        | Date             |
| ---- | ------- | ----------------- | ----------- | ---------------- |
| 1    | 23,56 m | Ryan Crouser      | Los Angeles | 27 mai 2023      |
| 2    | 23,23 m | Joe Kovacs        | Zurich      | 7 septembre 2022 |
| 3    | 23,12 m | Randy Barnes      | Westwood    | 20 mai 1990      |
| 4    | 23,06 m | Ulf Timmermann    | Chania      | 22 mai 1988      |
| 5    | 22,95 m | Leonardo Fabbri   | Savone      | 15 mai 2024      |
| 6    | 22,91 m | Alessandro Andrei | Viareggio   | 12 août 1987     |
| 7    | 22,90 m | Tomas Walsh       | Doha        | 5 octobre 2019   |
| 8    | 22,86 m | Brian Oldfield    | El Paso     | 10 mai 1975      |
| 9    | 22,75 m | Werner Günthör    | Berne       | 23 août 1988     |
| 10   | 22,67 m | Kevin Toth        | Lawrence    | 19 avril 2003    |

| Rang | Marque  | Athlète            | Lieu         | Date            |
| ---- | ------- | ------------------ | ------------ | --------------- |
| 1    | 22,63 m | Natalya Lisovskaya | Moscou       | 7 juin 1987     |
| 2    | 22,50 m | Helena Fibingerová | Jablonec     | 19 février 1977 |
| 3    | 22,45 m | Ilona Slupianek    | Potsdam      | 11 mai 1980     |
| 4    | 22,19 m | Claudia Losch      | Hainfeld     | 23 août 1987    |
| 5    | 21,89 m | Ivanka Khristova   | Belmeken     | 4 juillet 1976  |
| 6    | 21,86 m | Marianne Adam      | Leipzig      | 23 juin 1979    |
| 7    | 21,76 m | Li Meisu           | Shijiazhuang | 23 avril 1988   |
| 8    | 21,73 m | Natalya Akhrimenko | Leselidze    | 21 mai 1988     |
| 9    | 21,69 m | Vita Pavlysh       | Budapest     | 15 août 1998    |
| 10   | 21,66 m | Sui Xinmei         | Pékin        | 9 juin 1990     |

### Meilleures performances mondiales de l'année
| Année | Marque    | Athlète                         | Nationalité                   | Lieu            |
| ----- | --------- | ------------------------------- | ----------------------------- | --------------- |
| 1964  | 20,68 m   | Dallas Long                     | États-Unis                    | Los Angeles     |
| 1965  | 21,52 m   | Randy Matson                    | États-Unis                    | College Station |
| 1966  | 21,09 m   | Randy Matson                    | États-Unis                    | Los Angeles     |
| 1967  | 21,78 m   | Randy Matson                    | États-Unis                    | College Station |
| 1968  | 21,30 m   | Randy Matson                    | États-Unis                    | Walnut          |
| 1969  | 20,64 m   | Neal Steinhauer Hans-Peter Gies | États-Unis Allemagne de l'Est | Eugene Budapest |
| 1970  | 21,75 m   | Randy Matson                    | États-Unis                    | Berkeley        |
| 1971  | 21,12 m   | Heinz-Joachim Rothenburg        | Allemagne de l'Est            | Moscou          |
| 1972  | 21,54 m   | Hartmut Briesenick              | Allemagne de l'Est            | Potsdam         |
| 1973  | 21,82 m   | Al Feuerbach                    | États-Unis                    | San José        |
| 1974  | 21,70 m   | Aleksandr Baryshnikov           | Union soviétique              | Moscou          |
| 1975  | 22,86 m   | Brian Oldfield                  | États-Unis                    | El Paso         |
| 1976  | 22,45 m   | Brian Oldfield                  | États-Unis                    | El Paso         |
| 1977  | 21,74 m   | Udo Beyer                       | Allemagne de l'Est            | Düsseldorf      |
| 1978  | 22,15 m   | Udo Beyer                       | Allemagne de l'Est            | Göteborg        |
| 1979  | 21,74 m   | Udo Beyer                       | Allemagne de l'Est            | Linz            |
| 1980  | 21,98 m   | Udo Beyer                       | Allemagne de l'Est            | Erfurt          |
| 1981  | 22,02 m   | Brian Oldfield                  | États-Unis                    | Modesto         |
| 1982  | 22,02 m   | Dave Laut                       | États-Unis                    | Coblence        |
| 1983  | 22,22 m   | Udo Beyer                       | Allemagne de l'Est            | Los Angeles     |
| 1984  | 22,19 m   | Brian Oldfield                  | États-Unis                    | San José        |
| 1985  | 22,62 m   | Ulf Timmermann                  | Allemagne de l'Est            | Berlin          |
| 1986  | 22,64 m   | Udo Beyer                       | Allemagne de l'Est            | Berlin          |
| 1987  | 22,91 m   | Alessandro Andrei               | Italie                        | Viareggio       |
| 1988  | 23,06 m   | Ulf Timmermann                  | Allemagne de l'Est            | La Canée        |
| 1989  | 22,19 m   | Ulf Timmermann                  | Allemagne de l'Est            | Berlin          |
| 1990  | 23,12 m   | Randy Barnes                    | États-Unis                    | Westwood        |
| 1991  | 22,03 m   | Werner Günthör                  | Suisse                        | Oslo            |
| 1992  | 21,98 m   | Gregg Tafralis                  | États-Unis                    | Los Gatos       |
| 1993  | 21,98 m   | Werner Günthör                  | Suisse                        | Linz            |
| 1994  | 21,09 m   | Jim Doehring                    | États-Unis                    | New York        |
| 1995  | 22,00 m   | John Godina                     | États-Unis                    | Knoxville       |
| 1996  | 22,40 m   | Randy Barnes                    | États-Unis                    | Rüdlingen       |
| 1997  | 22,03 m   | Randy Barnes                    | États-Unis                    | Indianapolis    |
| 1998  | 21,78 m   | John Godina                     | États-Unis                    | Walnut          |
| 1999  | 22,02 m   | John Godina                     | États-Unis                    | Eugene          |
| 2000  | 22,12 m   | Adam Nelson                     | États-Unis                    | Sacramento      |
| 2001  | 21,97 m   | Janus Robberts                  | Afrique du Sud                | Eugene          |
| 2002  | 22,51 m   | Adam Nelson                     | États-Unis                    | Gresham         |
| 2003  | 22,67 m   | Kevin Toth                      | États-Unis                    | Lawrence        |
| 2004  | 22,54 m   | Christian Cantwell              | États-Unis                    | Gresham         |
| 2005  | 22,20 m   | John Godina                     | États-Unis                    | Carson          |
| 2006  | 22,45 m   | Christian Cantwell              | États-Unis                    | Gateshead       |
| 2007  | 22,43 m   | Reese Hoffa                     | États-Unis                    | Londres         |
| 2008  | 22,12 m   | Adam Nelson                     | États-Unis                    | New York        |
| 2009  | 22,16 m   | Christian Cantwell              | États-Unis                    | Zagreb          |
| 2010  | 22,41 m   | Christian Cantwell              | États-Unis                    | Eugene          |
| 2011  | 22,21 m A | Dylan Armstrong                 | Canada                        | Calgary         |
| 2012  | 22,31 m   | Christian Cantwell              | États-Unis                    | Champaign       |
| 2013  | 22,28 m   | Ryan Whiting                    | États-Unis                    | Doha            |
| 2014  | 22,03 m   | Joe Kovacs                      | États-Unis                    | Sacramento      |
| 2015  | 22,56 m   | Joe Kovacs                      | États-Unis                    | Monaco          |
| 2016  | 22,52 m   | Ryan Crouser                    | États-Unis                    | Rio de Janeiro  |
| 2017  | 22,65 m   | Ryan Crouser                    | États-Unis                    | Sacramento      |
| 2018  | 22,67 m   | Tomas Walsh                     | Nouvelle-Zélande              | Auckland        |
| 2019  | 22,91 m   | Joe Kovacs                      | États-Unis                    | Doha            |
| 2020  | 22,91 m   | Ryan Crouser                    | États-Unis                    | Marietta        |
| 2021  | 23,37 m   | Ryan Crouser                    | États-Unis                    | Eugene          |
| 2022  | 23,23 m   | Joe Kovacs                      | États-Unis                    | Zurich          |
| 2023  | 23,56 m   | Ryan Crouser                    | États-Unis                    | Los Angeles     |
| 2024  | 23,13 m   | Joe Kovacs                      | États-Unis                    | Eugene          |

| Année | Marque  | Athlète             | Nationalité        | Lieu                      |
| ----- | ------- | ------------------- | ------------------ | ------------------------- |
| 1964  | 18,40 m | Tamara Press        | Union soviétique   | Minsk                     |
| 1965  | 18,59 m | Tamara Press        | Union soviétique   | Cassel                    |
| 1966  | 18,01 m | Tamara Press        | Union soviétique   | Auckland                  |
| 1967  | 18,34 m | Nadezhda Chizhova   | Union soviétique   | Karl-Marx-Stadt           |
| 1968  | 19,61 m | Margitta Gummel     | Allemagne de l'Est | Mexico                    |
| 1969  | 20,43 m | Nadezhda Chizhova   | Union soviétique   | Athènes                   |
| 1970  | 19,69 m | Nadezhda Chizhova   | Union soviétique   | Erfurt                    |
| 1971  | 20,43 m | Nadezhda Chizhova   | Union soviétique   | Moscou                    |
| 1972  | 21,03 m | Nadezhda Chizhova   | Union soviétique   | Munich                    |
| 1973  | 21,45 m | Nadezhda Chizhova   | Union soviétique   | Varna                     |
| 1974  | 21,57 m | Helena Fibingerová  | Tchécoslovaquie    | Gottwaldov                |
| 1975  | 21,60 m | Marianne Adam       | Allemagne de l'Est | Berlin                    |
| 1976  | 21,99 m | Helena Fibingerová  | Tchécoslovaquie    | Opava                     |
| 1977  | 22,32 m | Helena Fibingerová  | Tchécoslovaquie    | Nitra                     |
| 1978  | 22,06 m | Ilona Slupianek     | Allemagne de l'Est | Berlin                    |
| 1979  | 22,04 m | Ilona Slupianek     | Allemagne de l'Est | Potsdam                   |
| 1980  | 22,45 m | Ilona Slupianek     | Allemagne de l'Est | Potsdam                   |
| 1981  | 21,61 m | Ilona Slupianek     | Allemagne de l'Est | Potsdam                   |
| 1982  | 21,80 m | Ilona Slupianek     | Allemagne de l'Est | Potsdam                   |
| 1983  | 22,40 m | Ilona Slupianek     | Allemagne de l'Est | Berlin                    |
| 1984  | 22,53 m | Natalya Lisovskaya  | Union soviétique   | Sotchi                    |
| 1985  | 21,73 m | Natalya Lisovskaya  | Union soviétique   | Erfurt                    |
| 1986  | 21,70 m | Natalya Lisovskaya  | Union soviétique   | Tallinn                   |
| 1987  | 22,63 m | Natalya Lisovskaya  | Union soviétique   | Moscou                    |
| 1988  | 22,55 m | Natalya Lisovskaya  | Union soviétique   | Tallinn                   |
| 1989  | 20,82 m | Li Meisu            | Chine              | Prague                    |
| 1990  | 21,66 m | Sui Xinmei          | Chine              | Pékin                     |
| 1991  | 21,12 m | Natalya Lisovskaya  | Union soviétique   | Francfort                 |
| 1992  | 21,06 m | Svetlana Krivelyova | Russie             | Barcelone                 |
| 1993  | 20,84 m | Svetlana Krivelyova | Russie             | Moscou                    |
| 1994  | 20,74 m | Sui Xinmei          | Chine              | Pékin                     |
| 1995  | 21,22 m | Astrid Kumbernuss   | Allemagne          | Göteborg                  |
| 1996  | 20,97 m | Astrid Kumbernuss   | Allemagne          | Duisbourg                 |
| 1997  | 21,22 m | Astrid Kumbernuss   | Allemagne          | Hambourg                  |
| 1998  | 21,69 m | Vita Pavlysh        | Ukraine            | Budapest                  |
| 1999  | 20,26 m | Svetlana Krivelyova | Russie             | Toula                     |
| 2000  | 21,46 m | Larisa Peleshenko   | Russie             | Moscou                    |
| 2001  | 20,79 m | Larisa Peleshenko   | Russie             | Toula                     |
| 2002  | 20,64 m | Irina Korzhanenko   | Russie             | Munich                    |
| 2003  | 20,77 m | Svetlana Krivelyova | Russie             | Toula                     |
| 2004  | 20,79 m | Irina Korzhanenko   | Russie             | Toula                     |
| 2005  | 21,09 m | Nadzeya Ostapchuk   | Biélorussie        | Minsk                     |
| 2006  | 20,20 m | Valerie Vili        | Nouvelle-Zélande   | Christchurch Bad Köstritz |
| 2007  | 20,54 m | Valerie Vili        | Nouvelle-Zélande   | Osaka                     |
| 2008  | 20,98 m | Nadzeya Ostapchuk   | Biélorussie        | Minsk                     |
| 2009  | 21,07 m | Valerie Vili        | Nouvelle-Zélande   | Thessalonique             |
| 2010  | 20,95 m | Nadzeya Ostapchuk   | Biélorussie        | Grodno                    |
| 2011  | 21,24 m | Valerie Adams       | Nouvelle-Zélande   | Daegu                     |
| 2012  | 21,58 m | Nadzeya Ostapchuk   | Biélorussie        | Minsk                     |
| 2013  | 20,90 m | Valerie Adams       | Nouvelle-Zélande   | Londres                   |
| 2014  | 20,59 m | Valerie Adams       | Nouvelle-Zélande   | Bruxelles                 |
| 2015  | 20,77 m | Christina Schwanitz | Allemagne          | Pékin                     |
| 2016  | 20,63 m | Michelle Carter     | États-Unis         | Rio de Janeiro            |
| 2017  | 20,11 m | Gong Lijiao         | Chine              | Böhmenkirch               |
| 2018  | 20,38 m | Gong Lijiao         | Chine              | Guiyang                   |
| 2019  | 20,31 m | Gong Lijiao         | Chine              | Zurich                    |
| 2020  | 19,53 m | Auriol Dongmo       | Portugal           | Lisbonne                  |
| 2021  | 20,58 m | Gong Lijiao         | Chine              | Tokyo                     |
| 2022  | 20,51 m | Chase Ealey         | États-Unis         | Eugene                    |
| 2023  | 20,76 m | Chase Ealey         | États-Unis         | Eugene                    |
| 2024  | 20,68 m | Sarah Mitton        | Canada             | Fleetwood                 |

## Palmarès olympique et mondial
| Compétition   | Hommes             | Femmes               |
| ------------- | ------------------ | -------------------- |
| Jeux 1896     | Robert Garrett     | N/A                  |
| Jeux 1900     | Richard Sheldon    | N/A                  |
| Jeux 1904     | Ralph Rose         | N/A                  |
| Jeux 1908     | Ralph Rose         | N/A                  |
| Jeux 1912     | Pat McDonald       | N/A                  |
| Jeux 1920     | Ville Pörhölä      | N/A                  |
| Jeux 1924     | Bud Houser         | N/A                  |
| Jeux 1928     | John Kuck          | N/A                  |
| Jeux 1932     | Leo Sexton         | N/A                  |
| Jeux 1936     | Hans Woellke       | N/A                  |
| Jeux 1948     | Wilbur Thompson    | Micheline Ostermeyer |
| Jeux 1952     | Parry O'Brien      | Galina Zybina        |
| Jeux 1956     | Parry O'Brien      | Tamara Tyshkevich    |
| Jeux 1960     | Bill Nieder        | Tamara Press         |
| Jeux 1964     | Dallas Long        | Tamara Press         |
| Jeux 1968     | Randy Matson       | Margitta Gummel      |
| Jeux 1972     | Władysław Komar    | Nadezhda Chizhova    |
| Jeux 1976     | Udo Beyer          | Ivanka Khristova     |
| Jeux 1980     | Vladimir Kiselyov  | Ilona Slupianek      |
| Mondiaux 1983 | Edward Sarul       | Helena Fibingerová   |
| Jeux 1984     | Alessandro Andrei  | Claudia Losch        |
| Mondiaux 1987 | Werner Günthör     | Natalya Lisovskaya   |
| Jeux 1988     | Ulf Timmermann     | Natalya Lisovskaya   |
| Mondiaux 1991 | Werner Günthör     | Huang Zhihong        |
| Jeux 1992     | Mike Stulce        | Svetlana Krivelyova  |
| Mondiaux 1993 | Werner Günthör     | Huang Zhihong        |
| Mondiaux 1995 | John Godina        | Astrid Kumbernuss    |
| Jeux 1996     | Randy Barnes       | Astrid Kumbernuss    |
| Mondiaux 1997 | John Godina        | Astrid Kumbernuss    |
| Mondiaux 1999 | C. J. Hunter       | Astrid Kumbernuss    |
| Jeux 2000     | Arsi Harju         | Yanina Karolchik     |
| Mondiaux 2001 | John Godina        | Yanina Karolchik     |
| Mondiaux 2003 | Andrei Mikhnevich  | Svetlana Krivelyova  |
| Jeux 2004     | Adam Nelson        | Yumileidi Cumbá      |
| Mondiaux 2005 | Adam Nelson        | Olga Ryabinkina      |
| Mondiaux 2007 | Reese Hoffa        | Valerie Adams        |
| Jeux 2008     | Tomasz Majewski    | Valerie Adams        |
| Mondiaux 2009 | Christian Cantwell | Valerie Adams        |
| Mondiaux 2011 | David Storl        | Valerie Adams        |
| Jeux 2012     | Tomasz Majewski    | Valerie Adams        |
| Mondiaux 2013 | David Storl        | Valerie Adams        |
| Mondiaux 2015 | Joe Kovacs         | Christina Schwanitz  |
| Jeux 2016     | Ryan Crouser       | Michelle Carter      |
| Mondiaux 2017 | Tomas Walsh        | Gong Lijiao          |
| Mondiaux 2019 | Joe Kovacs         | Gong Lijiao          |
| Jeux 2020     | Ryan Crouser       | Gong Lijiao          |
| Mondiaux 2022 | Ryan Crouser       | Chase Ealey          |
| Mondiaux 2023 | Ryan Crouser       | Chase Ealey          |
| Jeux 2024     | Ryan Crouser       | Yemisi Ogunleye      |